# Црква Светих арханђела Михаила и Гаврила у Бузескуу
Црква Светих арханђела Михаила и Гаврила (рум. Biserica „Sf. Arhangheli Mihail și Gavril”) је црква која се налази у селу Бузеску у жупанији Телеорман, у Румунији. Изградњу цркве у Бузескуу иницирао је кнез Милош Обреновић, а завршили су је његов наследник, кнез Михаило Обреновић и његова супруга, кнегиња Јулија Обреновић.
Изградња цркве у Бузескуу је била део пројекта за оснивање насеља, а чији је оснивач српски кнез Михаило Обреновић. Ово је друго имање у жупанији Телеорман које је било у власништву Обреновића (друго је било Мавродин).

## Историја
Оснивање насеља Бузеску везан је за Обреновиће и куповину имања Мавродин које је обухватало и територију данашњег насеља Бузеску. Кнез Милош Обреновић купује имање Мавродин 1935. године од Христофора Сакеларија чија је жена била у сродству са Константином Мавродином, оснивачем насеља Мавродин. Кнез Милош је имао намеру да оснује ново градско насеље, а румунска влада је дала предлог да се оно налази на десној обали реке Ведее. Након смрти кнеза Милоша 1860. године, пројекат преузима његов син, кнез Михаило Обреновић, а насеље добија данашњи назив, Бузеску. Кнез Михаило се сматра и главним оснивачем насеља.
Црква је грађена у периоду од 1860. до 1864. године у центру насеља, на чворишту саобраћајница који воде ка Рошиорију де Веде, Александрији и Мавродину. Димензије и архитектонски стил цркве указују на намеру ктитора да насеље добије важан статус градића са тргом који би био конкуренција суседној Александрији. Изграђена је као највећа грађевина у селу, о трошку кнеза Михаила. Први свештеник био је поп Драгомир. Аграрни закон донесен 1864. године онемогућио је развој насеља у град и самим тим је кнежев план пропао, а насеље је остало пољопривредно.
1912. године црква је била у лошем стању. Рађене су мање поправке, а 1928. године су вршене веће поправке средствима прикупљеним од парохијана. Црква је била оштећена у земљотресу у марту 1977. године.

## Архитектура
Један је од ретких примера цркве византијског стила на румунској територији. Има основу облика уписаног грчког крста са два дефинишућа елемента: простор у средини крста окружен са четири бочна истурена дела и апсолутна симетрија четири стране цркве. Црква је једнобродна грађевина која споља има трочлану апсиду на истоку, са једим великим кубетом изнад централног простора, егзонартексом и припратом на западном делу цркве и боген фризом испод кровног венца. Карактеристично за ову грађевину су четири улаза на свакој страни и положај високих прозора само на бочним зидовима апсида. Унутрашње сликарство је било од велике уметничке вредности, међутим више не чува никакав траг оригинала због потпуно неодговарајућих интервенција последњих деценија. Испред цркве, на западној страни, стилски савршено интегрисан у ансамбл, налази се звоник, изграђен са два нивоа, приземљем и спратом – звоником.
У цркви се налази значајна фреска румунског сликара Теодора Амана коју је завршио Георге Албани 1929. године. На фресци су престављене три сцене из библије „Исус Христ смирује олују”, „Распеће Христово” и „Вазнесење Христово”. У цркви с леве стране, налази се фреска кнеза и његове жене.

## Историјски споменик
Црква Светих арханђела Михаила и Гаврила у Бузескуу је од 1997. године заштићена као историјски споменик од националног значаја (група А). Поред цркве, у насељу су заштићене и зграде општине, железничке станице и основне школе које су од локалног значаја.